# Whitmore Lake
Whitmore Lake é uma Região censo-designada localizada no estado americano de Michigan, no Condado de Livingston e Condado de Washtenaw.

## Demografia
Segundo o censo americano de 2000, a sua população era de 6574 habitantes.

## Geografia
De acordo com o United States Census Bureau tem uma área de
14,0 km², dos quais 11,3 km² cobertos por terra e 2,7 km² cobertos por água.

## Localidades na vizinhança
O diagrama seguinte representa as localidades num raio de 16 km ao redor de Whitmore Lake.